# Concilio d'Agauno
Il concilio di Agauno o concilio di San Maurizio (Agaunum, in diœcesi Sedunensi; Concilium Agaunense) è stata un'assemblea di ecclesiastici e di signori laici riunitisi nell'888 nell'abbazia di San Maurizio d'Agauno, nel Vallese, nel Regno dell'Alta Borgogna.

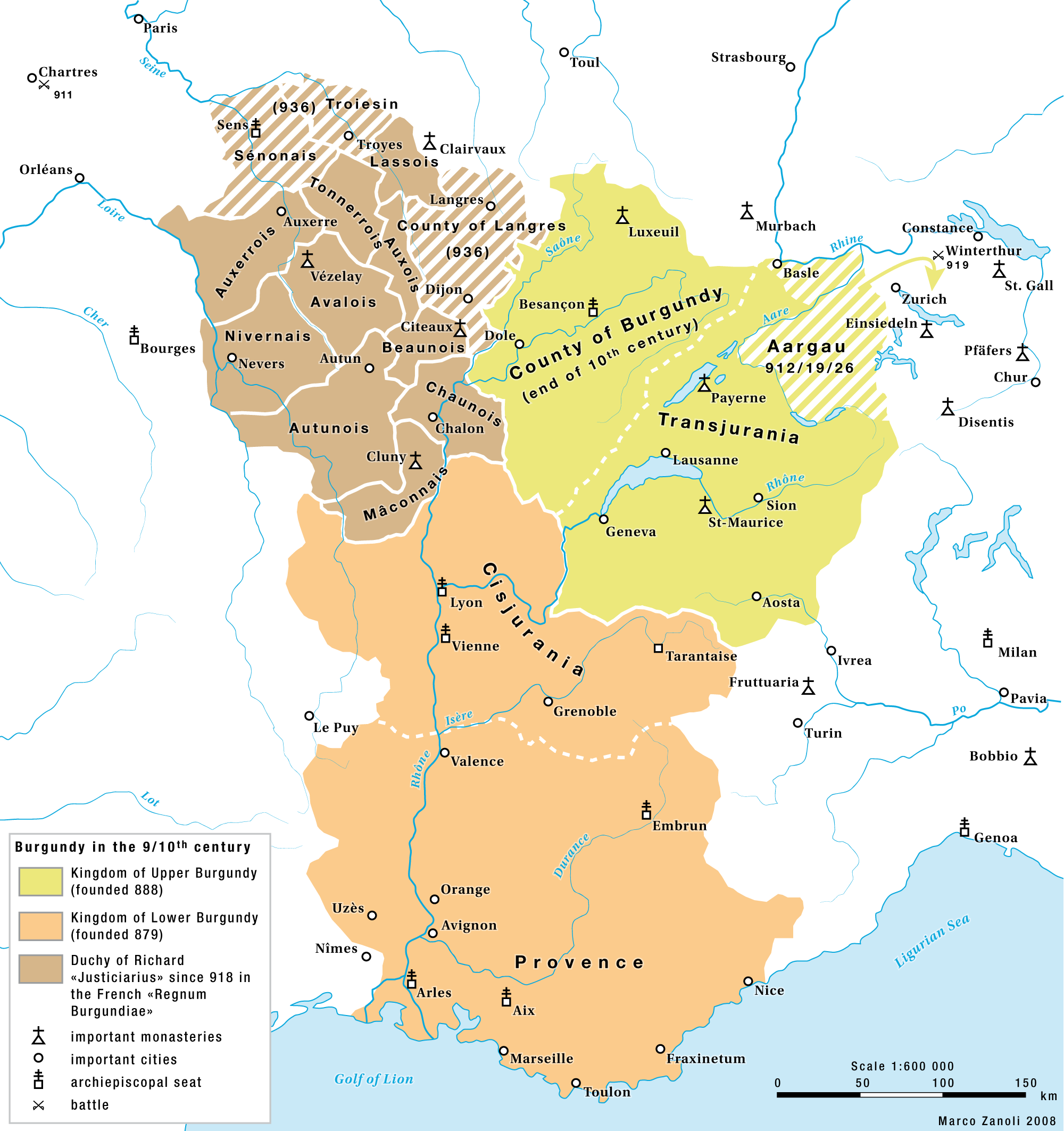
Il regno della Borgogna Transgiuriana (in verde)

In quello stesso anno era stato eletto re della Borgogna Transgiurana Rodolfo I, figlio del duca di Borgogna Transgiuriana Corrado II, il quale fu responsabile della convocazione del concilio. Questa elezione seguì la morte di Carlo III il Grosso, re dei Franchi Orientali e re dei Franchi Occidentali, che era riuscito a riunire l'Impero carolingio sotto un unico sovrano.
Si suppone che abbiano partecipato a questo incontro:
- i signori fedeli a Rodolfo: il conte di Ogo Turimberto, Itone, Amalrico, Vodelgiso e il conte di Roffroi Manasse;
- i canonici di San Maurizio d'Agauno;
- i vescovi della Borgogna Transgiurana, di Ginevra, di Losanna e di Sion, tra i quali spiccava Teodorico, arcivescovo di Besançon.